# Massimiliano Frani
Massimiliano Frani (* 10. Januar 1967 in Venedig, Italien; † 31. März 2023) war ein italienischer Pianist, Komponist und Musikpädagoge. Er war der Gründer des Projektes MET – Music Education Therapy™ und Direktor des Zentrums Armoniæ Centro Internazionale di Musica e Cultura. Frani lebte in Venedig.

## Ausbildung
Frani begann seine Pianistenausbildung am Konservatorium Benedetto Marcello in Venedig. Dort schloss er mit Auszeichnung ab. Nach dem Studium der Literatur- und Theaterwissenschaften an der Ca' Foscari Universität Venedig erhielt er einen Master und Doktortitel von der Brigham Young University in Provo, Utah in den Fächern Musik, Piano und Pädagogik.

## Karriere
Seit seinem Debüt im Teatro La Fenice in Venedig trat Frani als Solist sowie mit Kammermusikensemblen und Orchestern  in Italien, den USA, Japan, Deutschland, Kanada und Ungarn auf. Kritiker sprachen von seinen Konzerten als „hochklassige Hörerlebnisse“ mit „spiritueller Resonanz“. Darüber hinaus dirigierte Frani weltweit Orchester und arbeitete mit zahlreichen renommierten Musikern zusammen. Zu den bekanntesten zählen Martin Jones, Radoslav Kvapil, Kemal Gekiz und Einar Steen-Nøkleberg. Gemeinsam mit Paul Pollei, Jeffrey Shumway und Mack Wilberg trat Frani als American Piano Quartet auf.
Frani nahm an zahlreichen Pianowettbewerben teil, darunter die Gina Bachauer International Piano Competition und die Esther Honen's International Piano Competition. Er gewann nationale und internationale Wettbewerbe wie den Concorso Nazionale Pianistico Premio Venezia und den Concorso Nazionale Pianistico di Albenga. Seit 1994 war er regelmäßig Jurymitglied in internationalen Pianowettbewerben wie der Gina Bachauer International Piano Competition, der National Music Teachers Association Competition in Montreal und der Piano Teachers National Association Competition in Tokio.
Frani war stellvertretender künstlerischer Leiter der Gina Bachauer International Piano Foundation und künstlerischer Direktor des Orchestra del Teatro Olimpico in Vicenza. Zudem war er der Gründer des Projektes MET-Music Education Therapy™ und Direktor des Zentrums Armoniæ Centro Internazionale di Musica e Cultura.

## Musikpädagogik
Frani unterrichtete an mehreren Institutionen, Musikhochschulen und Universitäten, darunter an der Hochschule für Musik und Darstellende Kunst Frankfurt am Main, der International Piano Academy Lake Como und der ASPEN Education Group. Dabei arbeitete er mit international bekannten Musikpädagogen wie Joseph Banowetz, Edna Golandsky, Lee Kum-Sing und Arie Vardi zusammen.
Frani war der Gründer und Direktor des Projektes MET-Music Education Therapy™. Basierend auf Musikpädagogik, kognitiver Psychologie und Neuropsychiatrie, verfolgt MET einen interdisziplinären Ansatz in der Musiktherapie für Frühgeborene.

## Werke
- Brigham Young University, Provo - USA: Wind’s Waltz, Album Pianistico. ASCAP, 1736647 © USA - 2010
- Bright Line Films, Hollywood - USA: Indian Travesty. Dokumentation. Filmmusik. ASCAP, 1736647 © USA - 2009
- Bright Line Films, Hollywood - USA: Frank, Film. Filmmusik. ASCAP, 1736647 © USA - 2009
- Fondazione Amici dell’Arena, Verona - Italia: Chant, opera in tre atti. ASCAP, 1736647 © USA - 2008